# Andrea Genovese
Andrea Genovese (né le 18 août 1937 à Messine en Sicile) est un poète, romancier, dramaturge, critique littéraire, d’art et de théâtre italien.

## Biographie
Réfugié avec sa famille entre 1943 et 1944 à Santa Croce sur l’Arno, Andrea Genovese a connu enfant les horreurs de la Deuxième Guerre mondiale (un soldat allemand a braqué le canon de son fusil sur sa tempe pour obliger son père à sortir d’un abri antiaérien). Il gardera malgré tout un souvenir nostalgique de cette petite ville toscane qu’il réévoque dans ses romans.
Après avoir terminé le lycée dans sa ville natale et fait son service militaire à Palerme, il s’installe à Milan en 1960. Il y reste jusqu’en 1980, vivant d’un modeste emploi de fonctionnaire et développant une activité politique et syndicale intense, qui prend, entre autres, la forme d’un journal d’entreprise qu’il dirige, Dimensione Uomo (« Dimension Homme ») dont le supplément littéraire témoigne encore aujourd’hui d’un grand courage intellectuel.

Il a collaboré à de nombreuses revues, dont Il Ponte, Vie Nuove, Uomini e Libri, La Nuova Rivista Europea. Nombre d’entre elles, en Italie comme à l’étranger, ont publié ses textes poétiques.
Il est aujourd'hui l'animateur et le rédacteur de la revue Belvedere.
Avant son installation en France, où il réside depuis 1981, il a publié de nombreux recueils de poésie (dont Bestidiario et Mitosi, tous deux publiés chez Scheiwiller), deux recueils en dialecte de Messine (Ristrittizzi, Pungitopo éd., Prix Vann’Antò, et Tinnirizzi, Intilla éd., Prix de la Ville de Marineo) ainsi que deux romans (Mezzaluna con falcone e martello et L’arcipelago lontano, Pungitopo éd.).
En France, il a fondé Belvedere, une revue anticonformiste traitant d’actualité politique et culturelle (récemment reprise sous forme électronique). Il a publié quatre recueils de poésies écrites en français.

Sa production théâtrale, également en français, a été représentée dans sa quasi-totalité. En 1999, au Théâtre des Célestins à Lyon, le traitement de dix pièces d’auteurs italiens contemporains et de textes médiévaux du théâtre italien l’a conduit à diriger le jeu d’une vingtaine de comédiens.

Une de ses comédies a été diffusée sur les ondes de France Culture. Il est sociétaire-adjoint de la SACD. Nombre de ses livres, ainsi que la revue Belvedere, dans sa version papier, font partie du catalogue de la Bibliothèque nationale de France à Paris et de la Bibliothèque de Lyon.
Il a collaboré dans la rubrique « Arte » du Corriere della Sera en produisant une centaine d’articles sur les expositions des musées français les plus importants (2000-2009).
Il écrit actuellement un cycle de romans autobiographique en italien. Les trois premiers, Falce marina, L’anfiteatro di Nettuno, Lo specchio di Morgana, ont été publiés aux éditions Intilla en 2006, 2007 et 2010. Le quatrième est inédit. Le roman Mezzaluna con falcone e martello, publié en 1983 et réédité en 2009 aux éditions Pungitopo, a paru en 2011 dans sa traduction française (« Croissant de lune faucon et marteau ») aux éditions La Rumeur Libre.

## Œuvres

### Romans
- Lo specchio di Morgana, Intilla, 2010.
- L’anfiteatro di Nettuno, Intilla, 2007.
- Falce marina, Intilla, 2006.
- L’arcipelago lontano, Pungitopo, 1986.
- Mezzaluna con falcone e martello, Pungitopo, 1983 (réédition corrigée, 2009).
- Croissant de lune faucon et marteau, traduction française de Andrea Iacovella, La Rumeur libre, 2011.
- Dans l'utérus du volcan[2], Éditions Maurice Nadeau, 2018.

### Poésie en italien
- Nugae delle quattro stagioni, Pungitopo, 1985.
- Mitosi, Scheiwiller, 1983.
- Bestidiario, Scheiwiller 1977.
- Un trenino per David, Edizioni di Sintesi, 1979.
- Sexantropus e altre poesie preistoriche, Laboratorio delle Arti, 1976.
- Odissea minima, La Sfera éditrice, 1964.

### Poésie en sicilien
- Schizzi, recueil inédit.
- Tinnirizzi, Intilla, 1993.
- Ristrittizzi, Pungitopo, 1986.

### Poésie en français
- Idylles de Messine, TNT, 1987.
- Les nonnes d’Europe, TNT, 1986.
- Paladin de France, Fédérop, 1985.
- Lyonlamer, Verso, 1982.

### Théâtre
- Becquerêves 89, Prix Yves Goutal, collection Thème, Lyon 1990.

### Œuvres théâtrales mises en scène
(Certains textes ont été traduits en italien par l’auteur). 
- La Transparence, mise en scène de Roland Chalosse. Théâtre de l’Agora, Lyon (mars 1989).
- Becquerëves 89, mise en scène d’Angelo Aybar. Salle Paul-Garcin, Lyon (avril 1990). Reprise au Théâtre Maurice-Ravel de Paris (novembre 1990).
- La Queue de l'oie, mise en scène d’Élisabeth Saint-Blancat. Théâtre des Clochards Célestes, Lyon (juin 1990).
- La Queue de l’oie, réalisation de Catherine Lemire. Création radiophonique de France Culture (avril 1991).
- Le Retour de l’espadon, mise en espace de Pierre Bianco. Théâtre des Célestins, Lyon (mai 1991).
- La Vie de paroisse, mise en scène de Pierre Bianco. Carré 30, Lyon (décembre 1996).
- Un papillon sur le mur, mise en scène de Jean-Marc Avocat. Carré 30, Lyon (octobre 1997).
- Schisme, mise en scène de Pierre Bianco. Ciné-Théâtre du Vieux Lyon (janvier 1998).
- L’Amour des trois oranges, mise en scène d’Alberto Nason. Adaptation d’après Carlo Gozzi, Théâtre des Célestins, Lyon (janvier 1999).
- Le Déclin du poème, mise en espace de l’auteur. Théâtre des Célestins, Lyon (janvier 1999).
- L’État d’incestitude, mise en scène de l’auteur. Carré 30, Lyon (janvier 2002).
- L’Impromptu de Vénissieux, mise en scène de Pierre Bianco. Étoile Royale, Lyon (septembre 2008).
- Idylle, mise en scène de Giorgio Carpintieri. Étoile Royale, Lyon (novembre 2008).
- La Coda dell’oca, mise en scène de Gianni Fortunato Pisani. Festival de Taormine, 2008.
- Il massacro degli Angioini (non représenté).

## Regards critiques sur l’auteur
- La Magnolia perduta[3] (« Le Magnolia Perdu ») colloque consacré à l’œuvre de Andrea Genovese, Université de Messine, 15 décembre 2011 (intervenants : les professeurs d‘Université Vincenzo Fera, Santi Fedele, Cosimo Cucinotta, Mario Bolognari, Antonino Velez, Giorgio Forni, Maria Gabriella Adamo, Salvatore Trovato, le metteur en scène Gianni Fortunato Pisani, l’éditeur français Andrea Iacovella).
- La trilogia messinese di Andrea Genovese (« La trilogie de Messine d’Andrea Genovese »), mémoire de master soutenu à l’Université de Messine le 8 mars 2012 par Barbara Pergolizzi (directeur de mémoire, Cosimo Cucinotta).
- Andrea Genovese e Bernard Simeone due scrittori tra letteratura francese e italiana, (« Andrea Genovese et Bernard Simeone, deux écrivains entre littérature française et littérature italienne ») thèse de doctorat soutenue par Antonino Velez en 1993 à l’Université La Sapienza de Rome, (directeur de thèse, Luigi De Nardis).

Ont, entre autres, écrit sur Andrea Genovese : Gilberto Finzi, Giorgio Barberi Squarotti, Giuseppe Zagarrio, Stefano Lanuzza, Mario Miccinesi, Carlo Del Teglio, Davide Lajolo, Pietro Civitareale, Giò Ferri, Mario Grasso, Salvatore Ferlita, Tano Gullo, Aldo Gerbino, Giovanni Occhipinti, Giancarlo Pandini, Paolo Ruffilli, Natale Tedesco, Lucio Zinna. Stefano Petrelli, Jean-Charles Vegliante, Jean-Marie Auzias, Paul Gravillon, Jean-Philippe Mestre, André Mure.